# Det søde liv
Det søde liv (originaltitel La dolce vita) er en satirisk komedie-dramafilm fra 1960 instrueret af Federico Fellini. Filmen har i hovedrollen Marcello Mastroianni som tabloidjournalisten Marcello Rubini, der over syv dage og nætter rejser gennem Roms "søde liv" i en frugtesløs søgen efter kærlighed og lykke. I den mest gængse fortolkning kan manuskriptet, skrevet af Fellini og tre andre manuskriptforfattere, opdeles i en prolog, syv større episoder afbrudt af et intermezzo og en epilog.
La dolce vita havde premiere i Italien den 5. februar 1960 og modtog rosende anmeldelser fra kritikerne, ligesom filmen blev en international succes, på trods af censur i nogle lande. Filmen vandt Guldpalmen ved filmfestivalen i Cannes i 1960 og Oscar-prisen for bedste kostumer. Den blev nomineret til yderligere tre Oscars i 1962, inklusive bedste instruktør for Federico Fellini og bedste originale manuskript. Dens succes blev skelsættende øjeblik for italiensk film og europæisk film generelt,  og den anses som et mesterværk inden for italiensk film og en af de bedste film nogensinde.

## Handling

### Prolog
1. dags sekvens : En helikopter transporterer en statue af Kristus over en gammel romersk akvædukt uden for Rom, mens en nyhedshelikopter med journalisten Marcello Rubini ombord følger den ind mod byen. Nyhedshelikopteren bliver et øjeblik distraheret af en gruppe bikiniklædte kvinder, der solbader på taget af et højhus. Marcello svæver ovenover og gestikulerer for at få kvindernes telefonnumre, men mislykkes i sit forsøg. Han trækker derefter på skuldrene og fortsætter efter statuen til Peterspladsen.

### Afsnit 1
1. natsekvens: Marcello møder tilfældigt Maddalena på en eksklusiv natklub. Maddalena er en smuk og velhavende arving, men er træt af Rom, hvorimod Marcello er glad for byen. De elsker i soveværelset hos en prostitueret, som de har kørt hjem i Maddalenas Cadillac.
1. morgensekvens: Marcello vender tilbage til sin lejlighed, hvor han finder sin forlovede, Emma, der har taget en overdosis. På vej til hospitalet erklærer han hende sin evige kærlighed og igen, da hun ligger halvbevidstløs skadestuen. Mens han febrilsk venter på hendes bedring, forsøger han dog at ringe til Maddalena.

### Afsnit 2
2. dagsekvens : Næste dag tager Marcello på en opgave, hvor han skal dække ankomsten af Sylvia, en berømt svensk-amerikansk skuespillerinde, til Roms Ciampino lufthavn, hvor hun bliver mødt af en horde af nyhedsreportere.
Under Sylvias pressekonference ringer Marcello hjem for at sikre sig, at Emma har taget sin medicin, mens han forsikrer hende om, at han ikke er alene med Sylvia. Efter at filmstjernen selvsikkert har svaret på journalisternes spørgsmål, ankommer hendes kæreste Robert beruset til hotelværelset. Marcello anbefaler henkastet Sylvias producer, at hun bliver taget med på en rundvisning i Peterskirken.
I Peterskirkens kuppel manøvrerer Marcello sig frem for at være alene med Sylvia, da de endelig når balkonen med udsigt over Peterspladsen.
2. natsekvens : Om aftenen danser Marcello med Sylvia i Caracalla-badene. Sylvias sensualitet udløser voldsom opstemthed hos Marcello, mens hendes kedelige forlovede Robert tegner karikaturer og læser avis. En ydmygende bemærkning fra Robert får Sylvia til at forlade selskabet, ivrigt fulgt af Marcello og hans paparazzi-kolleger. Marcello og Sylvia befinder sig pludselig alene, og tilbringer resten af aftenen i Roms gyder, hvor de vader ind i Trevi-fontænen.
2. morgensekvens: Som ved magi rammer daggryet i det øjeblik Sylvia legende "salver" Marcellos hoved med vand fra springvandet. De kører tilbage til Sylvias hotel, hvor de møder en rasende Robert, der venter på hende i sin bil. Robert giver Sylvia en lussing, og beordrer hende til at gå i seng, og overfalder derefter Marcello, som dog tager optrinnet i stiv arm.

### Afsnit 3
3. dagssekvens : Marcello møder Steiner, hans distingverede intellektuelle ven, inde i en kirke. Steiner viser sin bog om sanskrit grammatik. De to går op for at spille på kirkens orgel og begynder med et jazzstykke, før de spiller Bach.

### Afsnit 4
3. dagssekvens : Sent på eftermiddagen kører Marcello, hans fotografven Paparazzo og Emma til udkanten af Rom for at dække en historie om to børn, der påstår de har set Madonnaen. Selvom den katolske kirke officielt er skeptisk, samles på stedet en enorm skare af troende og journalister.
3. natsekvens: Om aftenen rapporterer italiensk radio og tv om begivenheden. Emma beder til Jomfru Maria om at være alene om Marcellos hjerte. Folkemængden følger blindt de to børn fra hjørne til hjørne under et regnskyl, og mængden river et lille træ fra hinanden for dets grene og blade, der siges at have beskyttet Madonnaen.
3. morgensekvens: Sammenrendet af troende afsluttes ved daggry ved at der sørges over et sygt barn, som en mor har taget med for at blive helbredt, men som er blevet trampet ihjel af folkemængden.

### Afsnit 3b
4. natsekvens: En aften deltager Marcello og Emma i en sammenkomst i Steiners luksuriøse hjem, hvor de bliver præsenteret for en gruppe intellektuelle, der reciterer poesi, klimprer på guitar, kommer med filosofiske ideer og lytter til naturlyde optaget på bånd. Den britiske digter Iris Tree, hvis poesi Marcello har læst og beundret, anbefaler, at Marcello undgår parforholdets fængsel: "Forbliv fri, tilgængelig, ligesom mig. Bliv aldrig gift. Vælg aldrig. Selv om man er forelsket, er det bedre at blive valgt." Emma er fortryllet over Steiners hjem og børn og fortæller Marcello, at han en dag vil få et hjem som Steiners, men han slår det hen.
Udenfor på terrassen fortæller Marcello Steiner, at han beundrer alt, hvad Steiner står for, men Steiner forklarer, at han er splittet mellem den tryghed, som et materialistisk liv giver og længslen efter en mere åndelig, om end usikker, livsstil. Steiner filosoferer over behovet for kærlighed i verden og hans frygt for, hvad hans børn måske kan vokse op til en dag.

### Intermezzo
5. dagssekvens : Marcello bruger eftermiddagen på en restaurant ved havet, hvor han arbejder på sin roman. Der møder han Paola, en ung servitrice fra Perugia, der spiller Perez Prados cha-cha ""Patricia" på jukeboxen og nynner dens melodi. Han spørger hende, om hun har en kæreste, og beskriver hende derefter som en engel i umbriske malerier.

### Afsnit 5
5. natsekvens : Marcello møder sin far på Via Veneto under et besøg i Rom. Med Paparazzo tager de til "Cha-Cha"-klubben, hvor Marcello introducerer sin far for danseren Fanny, der er en af hans tidligere kærester. Fanny kan godt lide Marcellos far. Marcello fortæller Paparazzo, at han som barn ikke så meget til sin far, der ofte var væk fra hjemmet i ugevis. Fanny inviterer Marcellos far til hendes lejlighed, og to andre dansere inviterer de to yngre mænd til at tage med dem. Marcello forlader de andre, da de kommer til dansernes kvarter. Fanny kommer ud af sit hus, bekymret over, at Marcellos far er blevet syg.
5. morgensekvens: Marcellos far har haft hvad der ser ud til at være et mindre hjerteanfald. Marcello beder ham om at blive hos ham i Rom, så de kan lære hinanden at kende, men faren er svækket, vil hjem og sætter sig i en taxa for at nå det første tog til Cesena. Han efterlader Marcello på gaden, der fortabt ser taxaen køre væk.

### Afsnit 6
6. natsekvens : Marcello, Nico og nogle andre venner mødes på Via Veneto og bliver kørt til et slot ejet af aristokrater ved Bassano di Sutri uden for Rom. Der er en fest, der har været i gang længe, og festdeltagerne er fulde med slørede øjne. Ved et tilfælde møder Marcello Maddalena igen. De to udforsker nogle ruiner ved slottet. Maddalena placerer Marcello i et stort rum og lukker sig derefter ind i et andet rum forbundet med et ekkokammer. Med en stemme uden krop beder Maddalena ham om at gifte sig med hende; Marcello erklærer sin kærlighed til hende, men undgår at besvare frieriet. En anden mand kysser og omfavner Maddalena, som taber interessen for Marcello. Han slutter sig til gruppen igen og tilbringer til sidst natten med Jane, den britiske kunstner og arving.
6. morgensekvens: Ved daggry vender gruppen trætte og slukørede tilbage til slottets hovedfløj for at blive mødt af slottets matriark, som er på vej til messe ledsaget af præster i en procession.

### Afsnit 3c
7. natsekvens : Marcello og Emma kører i Marcellos sportsvogn (en Triumph TR3A) på en øde vej. Emma starter et skænderi ved at fortælle, at hun elsker Marcello. Hun forsøger at komme ud af bilen, men Marcello beder hende om at blive. Emma siger, at Marcello aldrig vil finde en anden kvinde, der elsker ham, som hun gør. Marcello bliver rasende og fortæller hende, at han ikke kan leve med hendes kvælende, moderlige kærlighed. Han vil nu have hende ud af bilen, men hun nægter. Han smider hende ud af bilen og kører af sted efterladende hende alene på den øde vej om natten. Timer senere hører Emma hans bil komme tilbage, mens hun plukker blomster i vejkanten. Hun sætter sig ind i bilen, og ingen af dem siger et ord.
7. morgensekvens: Marcello og Emma sover tæt sammen i sengen. Marcello modtager et telefonopkald. Han skynder sig til Steiners lejlighed og erfarer, at Steiner har dræbt sine to børn og sig selv.
8. dagssekvens: Efter at have ventet sammen med politiet på, at Steiners hustru kommer hjem, møder han hende udenfor for at overbringe den forfærdelige nyhed, mens paparazzierne myldrer rundt om hende, mens de tager billeder.

### Afsnit 7
8. natsekvens: På et senere ikke nærmere specificeret tidspunkt bryder en ældre Marcello – nu med gråsprængt hår – og en gruppe festdeltagere ind i et strandhus, der er ejet af en af Marcellos venner, Riccardo. Mange af mændene er homoseksuelle. Marcello bliver hånet for at have opgivet litteratur og journalistikken for i stedet at have skiftet til reklamebranchen. For at fejre sin nylige skilsmisse fra Riccardo strippper Nadia til Perez Prados cha-cha "Patricia". Riccardo dukker op i huset og beder deltagerne om at gå. Den berusede Marcello forsøger at få de andre festdeltagere til et starte et orgie. Men deres fuldskab får festen til at blive kaotisk, og Marcello rider rundt på en ung kvinde, der kravler på hænder og knæ og kaster pudefjer rundt i lokalet.

### Epilog
8. morgensekvens: Festen er flyttet ned til stranden, hvor den fortsætter til daggry, hvor deltagerne finder en moderne levjatan, et oppustet, havstrålelignende væsen, fanget i fiskernes net. I sin dvale kommenterer Marcello, hvordan dens øjne stirrer selv i døden.
9. dagsekvens: Paola, den unge servitrice fra strandrestauranten, ringer til Marcello fra den anden side af en flodmunding, men de ord, de udveksler, går tabt på vinden og overdøves af larmen fra de brusende bølger. Han signalerer, at han ikke kan forstå, hvad hun siger eller hendes fagter. Han trækker på skuldrene og vender tilbage til festdeltagerne; en af kvinderne slutter sig til ham, og de holder hinanden i hånden, mens de går væk fra stranden. I et langt sidste nærbillede vinker Paola til Marcello og står så og ser på ham med et gådefuldt smil.

## Medvirkende (udvalg)
- Marcello Mastroianni som Marcello Rubini
- Anita Ekberg som Sylvia Rank
- Anouk Aimée som Maddalena
- Yvonne Furneaux som Emma
- Lex Barker som Robert
- Magali Noël som Fanny
- Alain Cuny som Steiner
- Nadia Gray som Nadia
- Nico som sig selv

## Produktion

### Kostumer
I forskellige interviews forklarede Fellini, at filmens oprindelige inspiration var de moderigtige damesækkekjoler på grund af det, som kunne gemmes under kjolen. Brunello Rondi, Fellinis medmanuskriptforfatter og mangeårige samarbejdspartner, bekræftede dette og forklarede, at "moden med sækkekjoler til kvinder, som giver en følelse af luksuriøs sommerfugleagtig lethed rundt om kroppen, der måske er fysisk smuk, men ikke moralsk som sådan; disse sækkekjoler inspirerede Fellini, fordi de gjorde en kvinde meget smuk, men også kunne dække over et skelet af elendighed og ensomhed indeni."

### Inspiration for manus
Figuren Steiner, den intellektuelle, der begår selvmord efter at have skudt sine to børn, blev skabt af med-manuskriptforfatter Tullio Pinelli. Pinelli havde gået i skole med den italienske romanforfatter Cesare Pavese, og havde fulgt forfatterens karriere tæt og følte, at hans overintellektualisme var blevet følelsesmæssigt steril, hvilket førte til hans selvmord på et hotel i Torino i 1950. Idéen om en "udbrændt eksistens" er overført til Steiner i festafsnittet, hvor naturens lyde ikke skal opleves på første hånd af ham selv og hans gæster, men virtuelt som båndoptagelser af verden udenom.
Det "falske mirakel" er baseret på virkelige begivenheder i 1958, hvor to børn påstod, at Madonnaen havde vist sig for dem. "Det døde havmonster" er ligeledes baseret på en virkelig hændelse i 1953, hvor liget af en ung kvinde, Wilma Montesi, blev fundet på en strand i april 1953 under mystiske omstændigheder.

### Casting
La dolce vita var første gang Fellini samarbejdede med skuespilleren Mastroianni. I et interview i 1977 på The Dick Cavett Show fortalte Mastroianni om det første møde med Fellini. Ifølge Mastroianni fortalte Fellini ham, at produceren ville have Paul Newman til hovedrollen, men at Fellini anså Newman som værende for smuk til rollen, og at han hellere ville have Mastroianni, der var "normalitetens ansigt". Mastroianni bad om at læse manuskriptet før han gik med til rollen:
Jeg sagde, "Nå, ok, jeg vil gerne læse manuskriptet." Han [Fellini] sagde: "Hvorfor ikke? Ennio, kom med manuskriptet"... Jeg åbnede manus, og der var ikke skrevet noget... tomme sider... så så jeg en skitse af havet og en svømmende mand med en enorm... [Mastroianni indikerer en stor penis]... og omkring ham var der dansende havfruer. Jeg sagde, "Nå, det virker meget interessant...Hvor skriver jeg under? Og det var sådan, jeg mødte Fellini." 

### Optagelser
Det meste af filmen blev optaget i Cinecittà Studierne i Rom, hvor der blev skabt mere en 80 steder til filmen, herunder Via Veneto, kuplen på Sankt Peterskirken med trappen, der fører op til den, og forskellige natklubber. Andre sekvenser blev dog optaget "on location", såsom festen på slottet, der er optaget i det rigtige Bassano di Sutri-palads nord for Rom, scener i bydelen EUR, og de sidste scener, hvor monsterfisken bliver trukket op af havet og Marcello der vinker farvel til Paola, er optaget ved Passo Oscuro, en lille ferieby på kysten 30 kilometer fra Rom.
Scenen i Trevi-fontænen blev optaget over en uge om vinteren (i marts ifølge BBC, i slutningen af januar ifølge Anita Ekberg.) Fellini hævdede, at Ekberg stod i det kolde vand i sin kjole i timevis uden problemer, mens Mastroianni måtte have en våddragt på under tøjet, hvilket dog ikke hjalp på hans humør. Det var først efter, at Mastroianni "bundede en flaske vodka" og "var stangstiv", at Fellini kunne skyde scenen.

#### Paparazzo
Karakteren nyhedsfotografen Paparazzo (spillet af Walter Santesso) var inspireret af fotojournalisten Tazio Secchiaroli og er oprindelsen til ordet paparazzi, der på mange sprog anvendes til at beskrive påtrængende fotografer. Fellini-eksperten Peter Bondanella, hævder, at selvom "det faktisk er et italiensk familienavn, er ordet sandsynligvis afledt af ordet papataceo, en stor og generende myg. Ennio Flaiano, der var med til at skrive filmens manuskript, og som skabte karakteren Paparazzo, har forklaret, at han tog navnet fra en karakter i en roman af George Gissings roman Ved det Ioniske Hav (1901), Signor Paparazzo. 

## Temaer, motiver og struktur
Marcello er journalist i Rom i slutningen af 1950'erne og dækker tabloidnyheder om filmstjerner, religiøse visioner og det selvforkælende aristokrati, mens han søger efter et mere meningsfuldt liv. Marcello står over for den eksistentielle kamp med at skulle vælge mellem to liv, i form af journalistik og litteratur. Marcello fører en livsstil præget af overskud, berømmelse og fornøjelse midt i Roms blomstrende populærkultur, og skildrer den forvirring og hyppighed, hvormed Marcello bliver distraheret af kvinder og magt. Den mere følsomme Marcello stræber efter at blive forfatter og leve et intellektuelt liv blandt datidens eliter, digtere, forfattere og filosoffer. Marcello vælger til sidst hverken journalistik eller litteratur. Tematisk valgte han livet med overskud og popularitet ved officielt at blive reklameagent.
Temaet for filmen "er overvejende cafésamfundet, den mangfoldige og glitrende verden opbygget på ruinerne og fattigdommen" i den italienske efterkrigsperiode. I åbningssekvensen flyver en statue af Jesus ophængt i kabler fra en helikopter til paven i Vatikanet forbi ruinerne af en gammel romersk akvædukt. Journalisten Marcello og fotografen Paparazzo følger efter i en anden helikopter. Jesu symbolik, med armene strakt ud, som om de velsigner hele Rom oppefra, bliver snart erstattet af det profane liv og den nymoderne arkitektur i det "nye" Rom, der er grundlagt på det økonomiske mirakel i slutningen af 1950'erne. Leveringen af statuen er den første af mange scener, der placerer religiøse ikoner blandt karakterer, der demonstrerer deres "moderne" moral, påvirket af den blomstrende økonomi og det nye liv med masseforbrug.

### Syv afsnit
Den mest almindelige fortolkning af filmen er en mosaik, hvis dele er forbundet af hovedpersonen, journalisten Marcello Rubini. De syv afsnit er:
1. Marcellos aften med arvingen Maddalena (Anouk Aimée)
2. Hans lange, frustrerende nat med den amerikanske skuespillerinde Sylvia (Anita Ekberg), der ender i Trevi-fontænen ved daggry
3. Hans gensyn med den intellektuelle Steiner (Alain Cuny) deres forhold er opdelt i tre sekvenser fordelt over filmen: a) mødet, b) Steiners fest og c) Steiners tragedie
4. Det falske mirakel
5. Hans fars besøg/Steiners Fest
6. Aristokratens fest/Steiners tragedie
7. "Orgiet" ved strandhuset

De syv episoder er afbrudt af restaurantsekvensen med den engleagtige Paola, og er indrammet af en prolog (Jesus flyvende over Rom) og en epilog (monsterfisken), der samlet giver filmen dens innovative og symmetriske symbolske struktur. De syv sekvenser er blevet tolket ind som referencer til de syv dødssynder, syv sakramenter, syv dyder, syv skabelsesdage. Andre kritikere er uenige i denne tolkning; kritikeren Peter Bondanella hævder, at "enhver kritiker af La dolce vita, der ikke er optaget af det magiske nummer syv, vil finde det næsten umuligt at organisere de talrige sekvenser på et strengt numerologisk grundlag".

### Ulighedens æstetik
Kritikeren Robert Richardson hævder, at det originale ved filmen er dens nye fortælleform, der udvinder "en æstetik af ulighed". Fellini og medmanuskriptforfatterne Ennio Flaiano og Tullio Pinelli opgav det traditionelle plot og konventionel karakterudvikling og skabte i stedet en filmisk fortælling, der afviste kontinuitet, unødvendige forklaringer og fortællelogik til fordel for syv ikke-lineære møder mellem Marcello, en slags pilgrim i en dantesk underverden med 120 karakterer. Marcellos møder bygger et indtryk op hos seeren, der får en "overvældende fornemmelse af forskellen på, hvad livet har været eller kunne være, og hvad det faktisk er".
I en teknik der blev brugt tidligere i hans film, benytter Fellini adskilte sekvenser, der bevæger sig fra aften til daggry. Der anvendes også en teknik med billedet af en nedadgående spiral, som Marcello sætter i bevægelse, når han går ned ad den første af flere trapper (eller stiger), der enten åbner og lukker episoder. Resultatet er, at filmens æstetiske form, snarere end dens indhold, inkarnerer temaet Rom som en moralsk ødemark.

## Filmens modtagelse
Filmen fik ved sin udgivelse generelt særdeles positive anmeldelser.
I Filmcritica XI roste den italienske digter og filminstruktør Pier Paolo Pasolini filmen som han beskrev som "for vigtig til at blive diskuteret, som man normalt ville diskutere en film" og den amerikanske filmkritiker Bosley Crowther roste i New York Times Fellinis tidsbillede og skildring af filmens dilemmaer. Den amerikanske filmkritiker Roger Ebert betragter La dolce vita som Fellinis bedste film og har konsekvent medtaget den som sit input til afstemningen Sight & Sound Greatest Films, der gennemføres hvert tiende år. Eberts anmeldte filmen i 1961 som en af sine første filmanmeldelser. Ebert beskrev i 1997 om sit ændrede syn på filmens perspektiv over de forgangne næsten 40 år:
| Citat | Movies do not change, but their viewers do. When I saw "La Dolce Vita" in 1960, I was an adolescent for whom "the sweet life" represented everything I dreamed of: sin, exotic European glamour, the weary romance of the cynical newspaperman. When I saw it again, around 1970, I was living in a version of Marcello's world; Chicago's North Avenue was not the Via Veneto, but at 3 a.m. the denizens were just as colorful, and I was about Marcello's age. When I saw the movie around 1980, Marcello was the same age, but I was 10 years older, had stopped drinking, and saw him not as a role model but as a victim, condemned to an endless search for happiness that could never be found, not that way. By 1991, when I analyzed the film a frame at a time at the University of Colorado, Marcello seemed younger still, and while I had once admired and then criticized him, now I pitied and loved him. And when I saw the movie right after Mastroianni died, I thought that Fellini and Marcello had taken a moment of discovery and made it immortal. | Citat |
|       | |       |

Kevin Thomas fra Los Angeles Times skrev
| Citat | "La Dolce Vita" er også filmskabelsens triumfer over temaet "have-det-begge-veje": Fellini afslører tomheden, kedsomheden og destruktiviteten i Via Veneto-tilværelsen, men den på samme tid gør han den yderst glamourøs og forførende... "La Dolce Vita" (..) minder os om, hvor udholdende og intuitivt filmisk en historiefortæller Fellini er. | Citat |
|       | |       |

Filmen anses fortsat i dag som en klassiker. Webstedet Rotten Tomatoes giver filmen en "approval score" på 95 % baseret på 81 anmeldelser, der har en gennemsnitlig vurdering på 9,10/10. Konsensus siger: " La dolce vita er et episk, betagende stilfuldt filmisk vartegn, som forbliver medrivende på trods af - eller måske på grund af - dets vidtstrakte længde". På Metacritic har filmen en rating på 95/100 baseret på 13 kritikere, hvilket indikerer "universel anerkendelse".

### Kommerciel succes
Filmen blev en kommerciel succes med 13.617.148 solgte billetter i i Italien og 2.956.094 solgte biletter i Frankrig. Filmen var den næstmest sete film i Italien efter Krig og Fred og var en af de 10 mest sete film i Italien.
Filmen indtjente 6 millioner dollars i USA og Canada i sin oprindelige udgivelse og var den mest indtjenende fremmedsprogede film i USA. Filmen blev genudgivet i Nordamerika i 1966, hvor den indtjente $1,5 millioner. Den har samlet indspillet $19.516.348 i Nordamerika.

### Censur
Den katolske kirke anså åbningssekvensen som en parodi på Jesu andet komme og fordømte i 1960 filmen i Vatikanets avis L'Osservatore Romano. Den italienske kulturminister Umberto Tupina kaldte filmen "skandaløs med et negativ indflydelse på den italienske samvittighed". Filmen var forbudt i Spanien, indtil Francos død i 1975. I Portugal tog det filmen ti år at passere gennem censuren under årene med Estado Novos.

### Priser og anerkendelse
New York Times beskrev La dolce vita som "en af de mest sete og roste europæiske film i 1960'erne". Filmen blev nomineret til fire Oscar-priser og vandt en for bedste kostumedesign: Sort-hvid. La dolce vita vandt også Guldpalmen ved filmfestivalen i Cannes i 1960.  Filmen modtog prisen for bedste fremmedsprogede film ved New York Film Critics Circle Awards og ved National Board of Review Awards. Den blev også nomineret til en BAFTA-pris for bedste film fra enhver kategori.
Filmen indgår i en lang række af lister over "verdens bedste film", der jævnligt publiceres af diverse filmmedier, aviser og kritikere.